# Macintosh LC II
Le Macintosh LC II succéda au Macintosh LC dans la gamme d'ordinateurs grand public Apple. Il sortit en mars 1992 et sera remplacé un an plus tard par le Macintosh LC III.
Il était principalement une évolution du LC : il embarquait un processeur Motorola 68030 plus puissant que le 68020. Mais, alors que le 68030 était un processeur 32 bit, le LC II était bridé par son bus à 16 bit ce qui le rendait guère plus rapide que le LC. La seule autre modification fut la quantité de mémoire embarquée : 4 Mo au lieu de 2 Mo. Il se vendit néanmoins très bien car son prix de 1240 $ le rendait très compétitif et en faisait l'un des Macintosh les moins cher jamais commercialisé.
À partir de 1993, il fut commercialisé pour le grand public sous les noms de Performa 400, 405, 410 ou 430.